# Wang Hsieh
Dans ce nom chinois, le nom de famille, Wang, précède le nom personnel.
Wang Hsieh (chinois : 王俠 ; pinyin : Wáng Xiá) est un acteur ayant fait carrière dans les cinémas taïwanais et hongkongais, souvent dans des rôles de méchant.
Il est le père du chanteur Dave Wang (en).

## Filmographie partielle
Il a tourné dans au moins 182 films entre 1958 et 1996, dont :
- 1964 : Lovers' Rock
- 1966: Asia-Pol
- 1968 : Mist Over Dream Lake
- 1969 : Dear Murderer
- 1969 : Raw Passions
- 1970 : Brothers Five
- 1970 : Heads for Sale
- 1971 : Lady with a Sword
- 1971 : Les Griffes de jade : Démon Noir
- 1972 : Les 14 Amazones
- 1972 : The Black Tavern
- 1972 : The Devil's Mirror
- 1974: La Brute, le Colt et le Karaté
- 1975 : Super Inframan : Professeur Liu Yingde
- 1976 : La Guerre des clans : chef du clan de l'Aigle
- 1977 : Le Tigre de jade : Sikong Xiao-Feng
- 1977 Le Moine d'Acier
- 1982 : Prodigal Son : père de Ngai Fei
- 1986 : Le Syndicat du crime